# ゴア・スクリーミング・ショウ
『ゴア・スクリーミング・ショウ』（英: Gore Screaming Show）は、Black Cycから2006年1月20日に発売されたアダルトゲーム。
本作は人間を凌駕する力を持つゴアと不気味なユカに振り回される少年の運命を描いたアドベンチャーゲームであり、謳い文句としては「オカルティック恋愛ADV」と銘打たれている。ストーリーや演出は基本的にホラー寄りだが、ゲームを進めていくとそれとは異なった側面や展開も見えてくる仕組みとなっており、泣きゲーと評されることもある。

## システム
選択肢を選ぶと、ハートマークが表示される。これはその色を司るキャラとのフラグであり、膨らむと好感度が増み、逆に縮むと下がる。幕間に表示されるヒロインがそのヒロインのルートであることを示す。これにより、ある程度自分の行きたいルートへ行く事ができる。
また、作中の猟奇描写に対する配慮として「ゴアフィルタリングレベル」という全面モザイクを施す機能が搭載されている。

## ストーリー

### プロローグ
11月。主人公・仁野 恭司は家庭の事情で故郷に帰るが、登校中に一人の少女を自転車で撥ねてしまう。「助けて」という声を聞いて、慌てて振り向くがそこには誰もおらず、しかも自分は先ほどまでいた学園への道から遠く離れた二使守山の山中にいた。学園に辿り着いた彼は、幼なじみの一柳あかねや悪友の牧真太、あかねの友人で顔見知りの双木葵、前の学校でクラスメートだった深園希依佳らと出会い、真太から二人の少女が相次いで失踪する事件の話を聞く。転校早々、恭司はあかねのことで、貞島総合病院の院長の御曹司である不良学生・貞島富巳哉とケンカする。翌日、恭司は一躍クラスの有名人となり、あかねたちクラスの面々とも距離を縮める。

### あかねルート
ある日、恭司は居候先の親戚・さいたま闇子から土地の伝承の取材に誘われ、あかねを連れて学校の裏にある二使守山まで同行する。古井戸を見つけた恭司は、ユカという少女と出会う。ユカは近くにいたあかねに対し、「皆はいい子ぶりっ子しているあなたがうっとおしいと思っている」と告げる。その後、時は流れ、恭司とあかねは恋人同士となる。さらにその後、恭司たちは校外学習で二使守山を訪れ、謎の洋館を見つける。洋館へ進むと、桃音という老婆が出てきて、病弱な娘に会ってくれとせがまれ、その娘がユカであることが判明する。ユカはあかねに対して謝罪をし、恭司になつく。帰り際、桃音は恭司に助けを求めるような表情を見せた後、謎の黒い影を目にするや、すぐさま屋敷の中へ姿を消す。また、恭司たちも帰り道で、痩せた男から洋館のことを尋ねられるが、不審者だろうと考えて相手にしなかった。
ある日、恭司とあかねは学校からの帰り道でユカを見かけ、彼女を追いかける形で古井戸まで向かう。古井戸の底の通路を進むと、ユカはその奥の部屋で二人を待ち受けていた。ユカは恭司のそばにいるあかねに嫉妬して暴言を吐き、恭司を怒らせる。恭司とあかねがその場を去ろうとしたとき、ゴア・スクリーミング・ショウと名乗る怪人が二人の行く手を遮る。さらに、ゴアはあかねの心情を暴露するような内容の人形劇を行い、彼女を傷つける。怒ったユカは二人を井戸の底へ閉じ込め、ゴアとともにその場を去る。その後、二人は痩せた男に救出される。八瀬由規というこの男は、闇子の家に居候すると言って恭司を驚かせるも、ギターの腕が良いことを知ると、少し信用する。由規はゴアとユカに興味を示しつつも、彼らに近づくなと恭司に警告する。
ある雨の日、由規はユカと会い、妻・早由海と生まれるはずだったわが子の仇として発砲する。由規は続いて現れたゴアにペンダントをかざして遠ざけるも、左腕を折られた上に逃げられてしまう。
その後、恭司は由規の行方やゴアたちの正体を探るために洋館を訪れるが、あかねもこっそりついてきてしまう。二人はユカから夕飯を勧められるが、ペンダントを握りしめた右腕を乗せた皿を差し出される。あかねと離れ離れになりながらも、恭司はペンダントの力により脱出を果たし、右腕を失った由規と、桃音に会う。恭司と桃音は、由規に促される形で洋館のエントランスへ向かうが、発狂した桃音はユカと相討ちになる。同じころ、ゴアがマントの中にあかねを包んだ状態で現れ、由規の腹に巻かれたダイナマイトに火をつける。爆風で屋外に飛ばされた恭司は、無傷のあかねを見つける。
だが、生存していたユカはあかねの身体を乗っ取っており、闇子を罵倒させるなどの問題行動を引き起こしていた。それに飽き足らず、ユカたちは恭司を悪夢の世界へと引きずり込み、ゴアを教師にするなどやりたい放題をしていた。やがて、あかねが昔の話題に反応しないことに気づいた恭司は、違和感に気づく。死体となった由規の働きかけでペンダントの存在を思い出した恭司は、自宅に戻り、ペンダントを手にする。そして、あかねの姿で現れたことを見破られたユカは、身体を殺すと脅すが、恭司は俺も死ぬと言い切る。ショックを受けたユカはあかねの身体を解放し、ゴアとともに悪夢の世界を破壊する。恭司はあかねとともに悪夢の世界から脱出し、ペンダントをゴアに向かって投げて消滅させる。

### 葵ルート
ある日、葵は恭司と同じ趣味を持つことを知り、あかねと3人で下校するようになる。その後、恭司は闇子から土地の伝承の取材にさそわれ、あかねたちを連れて学校の裏にある二使守山まで同行する。恭司が古井戸を見つけたとき、ユカが姿を現し、あかねだけでなく葵もなじる。
後日、一行は闇子に誘われてメタル喫茶に行く。恭司と葵が話に花を咲かせる様子を見た、あかねは喫茶店を去る。それを見た葵は冷笑を見せる。その後、恭司と葵は親しくなり、デートを重ねる。しばらくしたある日、恭司たちは校外学習で二使守山を訪れる。謎の洋館で桃音は一行を迎え、次いで出てきたユカはあかねと葵に対して謝罪をし、「友達がいなかったために、どう話せばよかったのかわからなかった」と話す。あかねたちはユカを許すが、恭司は納得がいかなかった。校外学習の後、貞島から誕生日パーティーへ誘われたあかねは、女として扱われたと喜ぶ。葵は富巳哉たちがあかねを口説き落とせるか賭けをしていたことを知って誘いを止めようとするが、失敗に終わる。そして、パーティーに参加したあかねは富巳哉たちから輪姦されかけ、彼らから逃げられたものの精神的なショックが原因で病院送りとなる。
由規との出会いの後、気まずい思いをしていた葵と恭司は山登りに行く。雨が降って帰れなくなっていたところ、二人の前に現れたユカの誘いで彼女の家に行く。さらに、葵はかわいい衣服を用意されたことに気をよくして、恭司とともに性行為に至ってしまう。行為を終えた恭司たちの元へ、ゴアが現れ、葵が抱いていたあかねに対する憎しみを題材とした人形劇を始める。葵がショックを受けて泣いているところに、ゴアは恭司からのプレゼントである手鏡を葵にかざす。耐え切れなくなった葵がゴアに誘導される形で姿を消した後、ユカが現れ「あなたはわたしだけのもの」と恭司に告げる。そこへ由規が姿を現し、ユカは桃音の裏切りに気づき、ゴアに命令して彼女を殺す。ユカは由規に発砲されて半身だけになってしまう。由規に促される形で恭司は手鏡を持って館を出、屋敷は由規の手により爆破された。
翌日、由規は闇子から恭司の面倒を頼まれ、出張に出かける闇子はペンダントを由規から受け取る。恭司は葵の家で開かれていた彼女の葬式に参加するが、葵の母が狂ったように笑うなど異常な光景が広がっており、遺影には葵の姿があった。学校へ向かった恭司は、両手にパペットをつけた生徒たちから嘲笑される。そこへ、由規がかけつけ、街の住人達がユカの手によっておかしくなり、長い間ペンダントに触れていた自分や、ユカのお気に入りである恭司はその例外であることが判明する。狂った日常が続く中、鏡などには葵の姿が映ることもあり、恭司は彼女の生存に望みをかける。
二人は闇子に依頼してペンダントを取り戻すと、車で屋敷跡へと向かう。ペンダントの力によって世界が正常に戻る中、ゴアが現れて恭司を引きずり出そうとする。ゴアをふりはらおうとした由規は崖から落ち、手鏡も割れてしまう。残された恭司は屋敷跡へ行くと、由規の車と彼の遺体があった。ゴアとともに姿を現したユカは葵の行方を尋ねられてもはぐらかし、恭司を犯そうとする。そのとき、割れた手鏡がバックミラーとの合わせ鏡となり、葵が姿を現す。怒ったユカは屋敷を復活させ、二人を閉じ込めるが、葵によって仕掛けを攻略されてしまう。ペンダントの力によってゴアを消されたユカは、鏡の破片を手に恭司を殺そうとするが、別の破片を持っていた葵によって刺される。そして、鏡の世界が消えた後、帰らぬ人となった由規をのぞき、世界は元に戻る。

### 希衣佳ルート
恭司は希衣佳と再会し、クラスになじめない者同士親しくなる。ある日、恭司は闇子から土地の伝承の取材にさそわれ、希衣佳とともに学校の裏にある二使守山まで同行する。恭司が古井戸を見つけたとき、ユカが姿を現す。希衣佳はユカの発した「鉄棒そんなにいいんだ」という言葉に敏感に反応する。帰り道、闇子に誘われる形で2人は公園に行く。その際、鉄棒に股間を押し当てた希衣佳は、幼少期から頻繁に行ってきた鉄棒での自慰行為を思いおこし、性的興奮のため陰核が大きく勃起し、鉄棒にあたって気持ちよくなってしまい動けなくなる。
その後、恭司と希衣佳は二人は交流を重ね、休日には少年自然博物館にあるプラネタリウムを楽しんだりした。
ある日、校外学習で二使守山を訪れた恭司たちは、謎の洋館で桃音とユカに会う。その際、トイレを借りようとした希衣佳は鈴の音に惹かれ、音の先にあった洋間の戸棚の中にバイブレーターを発見した。戸惑いながらも激しく性的興奮を覚えた希衣佳は、そこが他人の家にもかかわらずバイブを用いた自慰行為をする。ふいに背後から突然現れたユカから淫乱呼ばわりされ、驚きと羞恥のため洋館の裏山へ逃げ出した。裏山の木陰で性欲が再び燃え上がった希衣佳は、さらなる自慰行為に耽ってしまう。そこに恭司たちと鉢合わせる。木陰に隠れた希衣佳は恭司に見つかってしまうが、恭司は希衣佳のしていたことを暴露するのではなく、幽霊を見たから怖くて逃げたんだろうとあかねたちに説明する。
帰宅した希衣佳の元には、なぜか洋館においてきたはずのバイブレーターがあり、我慢できず、それを使った自慰行為をしてしまう。しかもその性衝動は激しくなり、自分自身に強姦される幻想を抱くようになる。
ある日、星を見に裏山へ行った恭司と希衣佳の前に、ユカが足元から現れる。そして希衣佳に対し、幼い頃から昼夜問わず、日に何度も隠れて行う自慰行為のことを「盛りのついたメスブタ」「右手が匂う」などと罵倒する。希衣佳自身も、自分は幼少の頃から人一倍の強い性欲があり、一人になるとどこでも発情して、強い罪悪感を持ちながらも自慰行為に及び、日に何度も何度も絶頂してきたことを恭司の前で言い当てられ取り乱す。
翌日、恭司は希衣佳から「ドッペルゲンガーに犯される」と電話で助けを求められる。闇子のとりなしで、希衣佳は彼女のもとに預けられる。彼女から事情を知った由規は、ペンダントを希衣佳に渡すよう告げ、家を出る。その夜、希衣佳は恭司に、幼少期に鉄棒で足をかけて回る際に性的な絶頂オルガスムスを得て、そのことを無邪気に母親に話した結果「汚らわしいお前は私の娘ではない」と言われ傷ついたことを明かす。翌日、辞書をとりに自宅へ戻った希衣佳は、ゴアに取りつかれた母親によって誘拐される。
洋館に来た恭司と由規に対し、ユカは希衣佳が由規の妻・早由海に見た目も内面も似ていたことと、彼女を殺せば恭司は憎しみから自分を追いかけてくるだろうと思っていることを明かす。由規がシャンデリアに発砲して落下させた結果、屋敷は炎上する。恭司はペンダントを手に希衣佳を連れて脱出する。
翌日、希衣佳は教室で居眠りをした際、無意識のうちに自慰行為をする自分に恐怖を覚え、恭司に電話をするが、ゴアが出てくるだけだった。体調不良のため遅刻してきた恭司は、希衣佳の教室やトイレでの自慰行為など、異常行為を知り、彼女のいる保健室へ向かう。希衣佳に泣きつかれた恭司がペンダントを渡したところ、世界が変わり、ゴアとユカが現れる。翌日、不良に呼び出されて保健室に来た恭司は、気絶している希衣佳の前でユカが不良たちと乱交をしている現場に遭遇する。羞恥心にかられる希衣佳に対し、恭司は誰でもやっていることだと告げ、希衣佳の目を覚まさせる。保健室を脱出した二人の前に、ユカに操られたあかねたちが立ちはだかる。さらに、ペンダントの力によって身体がボロボロになった不良たちが現れ、次いで現れたユカに燃やされる。部屋が火の海になる中、ユカは「希衣佳だけを焼き殺し、恭司はミイラになっても愛してあげる」と語る。恭司はそれを断り、希衣佳とともに窓から脱出する。
その後、世界は元通りになる中、希衣佳が教室やトイレで何度も自慰行為をした事実は変わらなかったため、好奇の目で見られるが、希衣佳自身は元々自分のしたことだから、とあまり気にせずに過ごす。一方、希衣佳の母親は娘のしたことにショックを隠せず、娘を連れてイギリスへ引っ越すことを決める。それでも、恭司は希衣佳を追いかけ、イギリスまで訪れる。

### 闇子ルート
夢川 姫子は、友人である音無 紫（おとなし ゆかり）から男だと勘違される。それを面白がった紫の妹の桃音が姫子を男だということにし、皆から「ひーくん」と呼ばれていた。姫子自身も陰気な紫よりも明るい性格の桃音のほうを気に入っていた上、早由海も姫子と桃音に押されて同調する。
ある日、桃音は紫を井戸の底に置き去りにするが、結局誰も紫を助けなかった。そして、数週間後、別人のようになった紫は井戸から脱出し、さらにその数週間後、紫と桃音は街を去った。
時がたち、姫子はさいたま闇子というペンネームを用いて、オカルト雑誌「ABRASE」（アブレイズ）のライターの仕事で生計を立てていた。
ある日、闇子は恭司を連れて二使守山まで調査に行く。その時、恭司が古井戸を見つけ、闇子はこの井戸に少女が閉じ込められた事件があったことを話す。翌日、恭司は闇子と一緒に二使守山を訪れる。安全のため、一人で古井戸を調査した恭司は、子供のような字で恨み言がいっぱい書かれた石室を見つける。古井戸の外で待機していた闇子のもとに、紫と似た姿の少女ユカがやってくるが、闇子が恭司の保護者であると理解するやその場を去る。翌日、闇子の幼馴染である由規が家に居候してくる。
ある日、恭司達は校外学習の帰りにユカと出会い、洋館に招き入れられる。それを遠くから見ていた由規は、帰宅後に恭司から事情を聴き、闇子の本名をユカに教えるなと口止めされる。
その後、由規は病院に行き、真白という精神疾患の患者から、「宗教儀式中に現れた『人形』に襲われて食われかけ、その時拾った石の一つで『人形』を追い払った。しかし、もう一つの拾った石は私の身体に取り込まれてしまい、結果として私は年を取らなくなった」という話を聞く。由規は真白からもらった石をペンダントにした。
翌日、闇子は恭司を連れて病院に行き、真白から奇妙な話を聞く。さらにその翌日、二人は井戸の底につながる防空壕を調査する。古井戸の底の石室を調べた恭司は、新しい言葉や、恨みの対象と思われる「ももね、さゆみ、ひーくん」という名前を見つける。これを目にした闇子は幼少期の自分たちがしたことを思い出し、調査を切り上げる。
翌日、学校に来た恭司は、感情を失った生徒たちや、転校生としてやってきたユカに驚愕し、由規に助けを求める。駆けつけた由規は、ユカとゴアの返り討ちに遭う。
2日後、恭司を伴って学校へ来た闇子はユカと対峙し、石室まで追いかける。闇子はユカを諭して抱きしめ、ユカの身体の中の石をはがすようペンダントに願いを込める。すると、ゴアは消滅し、ユカはすべての記憶を失ったうえに衰弱した。
数か月後、ユカは無邪気な様子で見舞いに来た恭司たちを出迎える。

### ユカルート（トゥルールート）
桃音らの手により井戸に落とされた紫（ユカ）は恐怖のあまり失禁し、扉を開いた先にあった石を身体に取り込んでしまう。さらにタイミング悪く初潮が始まってしまったことでパニックに陥る。その時、謎の怪人が現れる。怪人は彼女に対して従順にふるまうことから、紫は妹と一緒に見ていたホラー映画にちなんでゴア・スクリーミングショウと名付け、二人は仲良くなる。
井戸から帰還した彼女は石の力で成長が止まっていたことに加え、ゴアと行動を共にするようになったことから、両親をはじめとする周囲の人々から気味悪がられ、彼女は桃音らに対する恨みを募らせる。
それから月日がたち、たまたま訪れた二使守神社の夏祭りの縁日で、紫はかつての友人である夢川姫子（さいたま闇子）の甥・恭司と親しくなる。恭司はゴアに怯えることなく、紫を悪の女幹部みたいでカッコいいと褒め、両親と喧嘩したなら謝った方が良いと諭したうえで一緒にいると話すが、闇子に呼ばれてその場を去る。彼女は恭司から貰った祭りのくじ引きの景品のブレスレットを肌身離さず付け、いつか彼と再会することを願う。
さらに月日が経ち、恭司の転校初日、彼は紫を自転車ではねてしまう。その後、心配になった恭司は、貞島との喧嘩の後、急いで二使守山に向かい、紫と再会する。紫は恭司に対して親しげに接するが、恭司は彼女のことを覚えていなかった。また、紫は恭司から貞島と喧嘩したことを聞くなり、貞島を殺そうかと尋ねる。そして、去り際、紫は恭司に不意打ちでキスをし、明日再び来るよう言い残す。
翌日、恭司は昨日の喧嘩のことで闇子共々校長室に呼び出されてやる気をなくし、校舎裏へ向かったところ、紫に会う。紫は恭司に自分のことを思い出したかと尋ねた後、かつて恭司にもらったブレスレットを見せる。そこへ恭司を心配したあかねが現れ、恭司は紫から一度離れてあかねを紹介する。だが、紫は機嫌を損ね、恭司に二使守山へ来るよう言いつける。二使守山に来た恭司に対し、紫はあかねを殺そうかと尋ね、「あの女（あかね）は自分が一番幸福だと思ってる、心の底では（恭司が貞島に殴られ、あかねが恭司と仲良くするきっかけが出来て）喜んでいる」と言う。紫に二度とそんなことを言うなと恭司が返すと、恭司がそうしろと言うからあかねのことは許してやると言い、紫は恭司と遊ぶ。
ある日、真太と共に闇子の取材に同行した恭司は、そこで紫と再会する。紫は怒りのあまり「恭司と私の邪魔する奴なんて殺してやる」と言って恭司を怒らせてしまう。帰り際、恭司は幼いころに二使守神社の縁日で迷子になった話を闇子から聞かされ、紫と出逢った日のことを少しずつ思い出すが、記憶の中の紫はなぜか今と変わらない姿をしていた。翌日、恭司は紫と遊んだ帰りに、偶然会った葵とデスメタルの話で意気投合し、さらに闇子からバンドのライブのチケットを渡される。しかし、葵を誘ったら紫が危害を加えるのではないかと不安になり、最終的にはライブに誘うのをあきらめる。
そんな中、真太がゴアに襲われ、紫に殺されそうになる。それを見た恭司が拒絶するように怒鳴りつけると、紫はパニックに陥った様子で「ユカには恭司しかいない、恭司がいないと世界は憎くて仕方がない」と繰り返し訴えて強引に恭司の唇い、ゴアと共に姿を消す。真太からは怖がられ、町で会った希依佳のプラネタリウムへの誘いも断り、恭司は孤立していく。ついに恭司は後を尾けていた紫を突き放そうとするが、紫は懸命に恭司に縋り付く。恭司は紫と友達を襲わないという約束を交わしたうえで、なぜそこまで自分に執着するのか尋ねる。紫は恭司をパンドラの箱の中の希望にたとえる形で答えたことから、恭司は紫の視野の狭さを案じ、「綺麗なもの」を見せるために彼女を町外れの海岸に連れて行く。紫は初めて見る雄大な海とそこで食べたたこ焼きに戸惑うが、次第に海にも慣れ、今まで見たことがないほど楽しそうな様子を見せる。その矢先、貞島一味が現れて恭司を暴行する。紫も彼らに攫われそうになる中で「恭司はコイツらのこと嫌い？…そう、分かった」と呟く。
目を覚ますと貞島たちの姿はどこにも無かった。「ユカは恭司が教えてくれるものなら何でも好きになれるよ」と語る紫のあまりに小さな世界に切なさを感じた恭司は、祭に行けなかった替わりにライブに連れて行ってやることを約束し、二人は海岸でいつしか眠りにつく。目を覚ますと、恭司は紫の家である洋館におり、彼女と同居する桃音という老婆から食事を振る舞われる。恭司は足が不自由そうな桃音を手伝おうとするが、紫はこれは罰だからと止めに入る。恭司はそのまま彼女の屋敷で無断外泊することになり、二人で肌を重ねあう。
夢現の中で、ゴアは紫に「三つ編み猫さん」という奇妙な童話を聞かせていた。その童話の主人公はモップのような外見のためにいつもいじめられている子猫であり、飼い主の老婆によって尻尾を三つ編みにしてもらって自慢した結果、かえっていじめられてしまう。その後、老婆は病気になってしまうが、子猫は医者の提言で、三つ編みの尻尾を武器にしながらこの世の果てにある不思議な石を手に入れて老婆を助けるという結末を迎える。
それから、身体を重ねる恭司と紫のそばで、真っ赤に染まった海岸にいくつもの人の臀部が浮かぶ幻に切り替わる。目を覚ました恭司は一度帰宅し、迎えに来た闇子から、町内の児童公園で貞島たちの惨殺死体が発見されたことを知らされる。
この事件により、学園では欠席者が相次ぎ、マスコミも押し掛けたため臨時休校になる。紫と関わらない方がいいと真太から言われた恭司は、紫にも事情があると言い返して仲違いしてしまい、紫に会いに行く。肌を重ねた後、紫は帰ろうとした恭司を引き留め、周囲に対する憎しみを見せつつも、恭司の友人たちに危害を加えるのを我慢するとも言う。
恭司が家へ戻ると、闇子の幼なじみの八瀬由規がソファに座っていた。恭司を心配した闇子は牡丹灯籠の話を聞かせ、紫の事を本当に想っているなら、客観的に彼女を見るべきだと諭し、紫以外にも恭司のことを好きで必要としている存在がいることを忘れないでほしいと助言する。その後、由規は恭司の部屋を訪れ、紫は自分の妻である早由海の仇であること、紫は闇子のことも狙っていることを告げる。衝撃的な事実と、紫と一緒にいてやりたい想いとの板挟みに恭司は苦悩する。
翌日、恭司は誰と話す気にもなれず、紫の元を訪れる。紫は一連の事件は自分が起こしたことを認めた後、かつての自分と早由海、ひーくん（闇子）、桃音を写した一枚の写真を見せるが、紫の顔だけがマジックで塗り潰されていた。彼女は恭司に自分が井戸に閉じ込められた時の様子を見せ、あの時のまま時が止まった自分は飢えが満たされることも無く、世界の全てが憎く、とりわけあの時の汚いままの醜い自分自身が憎いと話す。恭司はそんな彼女を受け入れ、紫に「（被害者達に）許してはもらえなくても、少なくとも謝った分だけ自分を許せるようになる」と謝罪を持ち掛ける。
そこへ桃音の手引きで由規が屋敷を襲撃するが、次いで闇子が現れ、由規にかつての紫と同じことをしていると叱る。由規は殺された者はどうなのだと怒鳴るが、恭司から自分も紫に殺されたわけではないと言われて言葉を失い、恭司に考える時間を与える。桃音は展開に不満を持ち、屋敷を飛び出した所をゴアが運転するトラックに轢き殺される。由規は桃音に構うことなく、目の前の惨事に驚く闇子を連れて車で屋敷を去る。その夜、恭司は紫との駆け落ちを決意し、それを知らされた闇子は逃走資金を二人に渡し、力になってくれる知人の住所を教える。
だが、闇子の携帯電話は由規に細工されており、二人の行き先は彼に筒抜けだった。闇子からの報せを受けた恭司と紫はとある田舎町で電車を降りるが、地元住民に訝しまれ、やむなくバスの待合所で夜を明かす。眠りながらも紫は被害者達に対する謝罪の言葉をうわ言のように呟いていた。
翌朝、待合室の外に由規がいると気づいた恭司は何とか隙を突いて強行突破し、近くの廃工場に逃げ込む。由規はゴアを連れて現れた紫に石で止めを刺そうとするが、紫の心は憎しみから解放されていたため、もう石は効かなかった。廃工場に現れた闇子は、由規にユカから石を引き剥がすのを優先するよう提案する。紫の同意を得たうえで、由規が石を剥がすと、恭司の視界が光に包まれる。
気が付いた恭司は、そばにいたゴアから紫が見ていた世界として、無数の目玉が浮かぶ、誰もいない世界を見せられる。ゴアはこの世界が彼女に限らず、怯えた誰かの望む憎しみの世界だと告げる。次いで、ゴアは恭司は紫の止まっていた時間が動き出す瞬間を見なければならないと告げ、紫とゴア、そして紫と恭司の出逢いの場面を見せる。恭司は全てを思い出し、もっと早く出逢えたら惨劇を防げたのではと悔やむが、ゴアは過ぎ去った過去のことは変えられないが、未来なら変えられると告げ、不思議な歌を歌いながら光の中へと消えていく。いつのまにか恭司は、かつて二人が出逢った縁日のくじ引きの屋台の前におり、目の前でおびえる紫に対し、「ここからもう一度歩き出そう、今度こそ自分が一緒に行ってやるから」と手を差し延べる。
ふたたび目覚めると、目の前には小さな人形の姿に戻ったゴアを抱きしめた紫がいた。恭司に後を託すかのように人形が消え、バケモノで無くなった紫を目にした由規はその場で復讐をすることなく立ち去る。紫は力とゴアを失い、今はたくさん大事なものがある恭司と一緒には行けない、いつか追いかけて来てと告げて行方をくらます。恭司が彼女との再会に向けて準備するところで物語は終わる。

### 「眞なる皇国への扉」ルート
恭司はあかね、葵、希衣佳の三人を連れて、闇子の取材に同行する。古井戸を見つけた恭司は、一人で底まで降り、井戸の底の石室で真白と会う。錯乱状態の彼女に犯されたことにより、彼女の身体の中の石が恭司に移る。そして、自我を奪われた恭司は、ゴアを呼び出すための儀式を完成させるべく、石室であかねたち3人を犯す。

## 登場キャラクター
仁野 恭司（じんの きょうじ）
6月6日生まれ。血液型はB型。
本作の主人公。血気盛んな学生で、怪人やホラー映画が好き。三年前に家の都合で都会に引っ越していたが、両親が海外（本人があかねに語った説明によればアメリカ）に赴任することから、生まれ育った呉仁町に戻る。親戚である闇子が住む町内のマンションに居候し、坂城学園に転校してくる。ヘヴィメタル好きが高じてギター（本人は当初エレキギターを欲しがったが、父親の誤解で親戚から譲られたアコースティックギターになった）をたしなむが、あまり得意ではない。時代劇好きな父親の影響で「太鼓持ち」や「悪食」といった現代の若者がほとんど使わない言葉を無意識に口にしてしまい、あかねや闇子から指摘を受けている。

### ヒロイン
一柳 あかね（かずやぎ あかね）
声 - 木村あやか
恭司のクラスメイト。恭司とは家族ぐるみの付き合いがあった。元々勝ち気で活発な性格で、幼馴染である恭司に想いを寄せているが、三年前にあかねを嫌う一部のグループが引き起こした、二使守神社での強姦未遂事件のせいで弱気になる事もある。勝と利という名前の二人の弟がいる。
双木 葵（なみき あおい）
声 - 柴田蕗
あかねの友人で、恭司の同級生。当初はボブヘアにしていたが、恭司と親密になってからはあかねと似たような髪型にする。暗くておとなしい性格だが、亡き兄の影響でメタル愛好家でMDプレーヤーでよく音楽を聞いている。元々は裕福な家庭だったが、父と兄が死亡してからは家は深園家に渡り、貧困生活を送っている。
深園 希衣佳（みその きいか）
声 - 風音
恭司の同級生で、恭司が以前通っていた学校の同級生でもある。金髪碧眼のハーフで、その容姿や内面が早由海に似ていることからユカに強く敵視される。厳しい母親によって幼少時からあらゆる習い事をさせられており、文武両道、あらゆることを完璧にこなすお嬢様だが、ひとりになると自慰行為を頻繁にしてしまう自慰好きという悩みを抱えている。休み時間は空き教室や人気のない図書館、トイレなどで、本を読むなど、ひとりで過ごすことが多い。
さいたま 闇子（さいたま やみこ）
声 - 北都南
恭司の母方の従妹であかねとも顔なじみ。さいたま闇子というペンネームで怪しげなオカルト雑誌のライターをしており、周囲の人間にはペンネームで呼ばせている。
恭司の保護者ではあるものの、基本的に家事を全くしない。また料理に関しては死人が出るのを阻止するためとの理由で周囲から禁じられており、コンビニ弁当を愛好しているが「ホワイトチョコ風味カレー」などの不人気商品やゲテモノばかり買って来る。ものぐさな性格や子供っぽい振る舞い、さらには間延びしたしゃべり方のため誤解されやすいが、本来は知的で洞察力などが非常に高い。また、かつて務めていた大手出版社の名刺を用いて身分詐称行為を働くなど腹黒いところもある。
本名の夢川姫子で呼ばれることを嫌がる。また、早由海、桃音、ユカとは幼馴染であり、子供の頃はボーイッシュな雰囲気からユカに男の子と間違われて好かれていた。
また、ヘビーメタル喫茶「ブラックシープ」の常連客でもある。
ユカ
声 - みる
制作スタッフによれば本作の真ヒロイン。恭司が出会った謎の少女で、ゴアとともに行動をしている。また、精神的に不安定なところがある。白に近い紫のウェーブがかった髪を、サイドだけ編んで赤いリボンで結んでいる。
本名は音無 紫であり、妹である桃音と同居している。また、早由海と闇子は友人に当たる。なお自身のルートでのみ本名を恭司に名乗っている。
かつては病弱でおとなしい性格をしていたため、桃音たちからはあまりよく思われていなかった。闇子ルートでの闇子の回想によれば、闇子の幼少期に保養のために空気が清浄な呉仁町に引っ越して来ており、車で隣町の名門女子校に送迎されて通うなど裕福な家で育っていたが、病弱故にろくに旅行にも行けず、狭い世界で育っていた。
縁日の屋台でゴアのことも恐れずに自分と親しくしてくれた恭司に執心しており、自身のルートでは恭司以外の世界の全てが憎い、汚いと何度も口にしている。最も嫌っているのは自分自身であり、過去の写真の自分の姿だけをマジックで塗り潰している。本質は臆病で怖がりであり、井戸に閉じ込められた時の、憎しみと恐怖で一杯になった状態で時間が止まってしまっており、唯一の味方である恭司やゴアに深く依存していることが、本作の一連の悲劇に繋がっている。

### その他
ゴア・スクリーミング・ショウ
声 - 黒木大
猫型の鉄仮面を被り、闇のような黒（または血のような赤）のマントに2メートルもの長身を包んだ異形の怪人。通称ゴア。彼の名前はユカが妹と見た映画のタイトルからつけられた。口調も同じ語句を繰り返すなど、外見以上に奇怪である。常にユカの側にいて、時折相手を皮肉った人形劇をする。マントの中から多数の触手を出す場面はあるものの、彼の正体は作中で明かされていない。後述の連続女性失踪事件の犯人であり、女性を好んで捕食する。
牧 真太（まき しんた）
坂城学園の生徒でクラスメート。恭司の昔からの悪友。サッカー部に所属している。ポジションはミッドフィールダー。女ばかりの家に生まれ育ったこともあり、かなり苦労している。恭司と仲が良いが、子供時代は恭司に木の上に置き去りにされるなど、恭司に振り回されたりしていた。
貞島 富巳哉（さだしま ときや）
坂城学園の生徒。男子不良のリーダーであるが、女子からの人気が高い。その性格ゆえ、恭司と最初からそりが合わない。
町で唯一の病院である貞島総合病院の院長の息子であり、親の七光りを悪用してカツアゲなどの犯罪行為を働いたり、学校をサボるなどしている。また、母親からは溺愛されている。多くのルートでは死亡もしくはユカの操り人形にされる。
一ノ瀬 まりな、二階堂 真美、三ツ橋 舞
貞島のファンの3人組。眼鏡をかけたのが一ノ瀬、痩身なのが二階堂、肥満気味なのが三ツ橋。クラスでも浮いているようで、いつも3人でつるんでいる。一ノ瀬まりなは『MinDeaD BlooD 〜支配者の為の狂死曲〜』に登場した一ノ瀬まりかのセルフパロディ。いわゆる電波系とみなされている。
八瀬 由規（やつせ よしき）
声 - 黒木大
闇子の幼馴染の男性。目の前で妻と生まれるはずだった我が子を殺され、ユカとゴアに復讐すべく、懐に銃を忍ばせ、2人を追いかけている。また、彼が持つ石のペンダントは、ユカとゴアに唯一対抗できるアイテムでもある。ユカルート以外では返り討ちという形で殺される。不審な容姿のため、当初は不審者と思われていた。シルバーグレーのスポーツカーを愛車にしている。料理とギターが得意で、バンドを組んでいた時期もある。闇子ルートの描写によれば、両親はその後呉仁町から転居して遠く離れた田舎町で農家をしているが、十代の頃一時期荒れていたこともあって勘当されている。
八瀬 早由海（やつせ さゆみ）
由規の妻。闇子、ユカ、桃音とは幼馴染。子供の頃に闇子、桃音と共にユカを井戸に閉じ込めたことがあり、その復讐として妊娠していた胎児と共に惨殺されてしまう。現在は前述の田舎町にある八瀬家の墓で永眠している。生前は心優しい性格で、自分たちの行いを悔いており、紫に再会した暁には謝りたいと闇子に言っていた。
音無 桃音（おとなし ももね）
ユカの母親を自称する女性。その正体はユカの実妹であり、子供の頃、実の姉ユカを疎んで早由海、闇子と共謀して井戸に閉じ込めた。ユカを嫌っているが、ゴアを連れ、狂暴性を増した姉に怯え従っている。ユカの方は暴力を振るいながらも妹としての愛情は抱いていた。生死不明の闇子ルート以外では死亡するが、ある意味で一連の事件の元凶でありながら、闇子や早由海とは異なり、最期まで自らの罪を紫に詫びることも罪悪感を持つことも無かった。
九重 真白（ここのえ ましろ）
声 - 夕城粧子
精神疾患で入院している女性患者で、プロローグは彼女の独白から始まる。先の大戦中の生まれらしいが、見た目は30歳前後にしか見えない。井戸の中で宗教儀式を行っている最中に、光の柱から現れた「人形」が人々を食い殺していく中、偶然手に入れた石のお陰で「人形」を向こうの世界に返すことで難を逃れた。しかし、その時に取り込んだ石のせいで年を取らなくなり、半分狂ったようになってしまった。
安藤　博己（あんどう ひろき）
恭司のクラス担任で、国語を担当している。授業があまりに退屈で睡魔を催すため密かに生徒からは「スイマー」という渾名で呼ばれている。卑屈でやる気が無く、事なかれ主義のため生徒からの人望は極めて薄い。真太曰く、生徒たちからは学生闘争でノンポリだったために運良く教師になれたに過ぎないと噂されている。あかねルートではユカが創り出した世界の中で生体解剖され、現実世界ではそれとの関連は不明だが十二指腸炎になって入院する羽目になった。ユカルート以外のそれ以外のルートではユカの操り人形にされてしまう。
琴蕗 江梨衣
『MinDeaD BlooD 〜支配者の為の狂死曲〜』からのゲストキャラクター。葵ルートのみ登場。デスメタルバンドのボーカルとして登場し、ライブに来た恭司と葵の前で曲を披露した後、偶然ブラックシープを訪れる。

## 舞台・用語
呉仁町（くれひとちょう）
本作の舞台である海沿いの地方都市。恭司の解説ではかなりの田舎町だが、近隣の町から働きに来ている者も多い。闇子曰く町には活断層があるため、過去に大地震が起こっている。
鎌倉時代（闇子曰く承久の乱のころ）に起こったとされる後述の「光の御柱伝説」及び「人食い鬼伝説」があり、それを想起させる若い女性数人の行方不明事件（後述）が相次ぎ、住民は不安を感じている。葵ルートでは町が丸ごとユカの世界に飲み込まれ、住民のほとんどが操り人形と化し、外部と接続している鉄道を除く都市機能が麻痺。路上には事故を起こした車両多数が放置されていた。
坂城学園（さかしろ）
恭司たちが通う高校で、二使守山の麓の田園地帯の真ん中に位置する。生徒の大半は呉仁東中学校か呉仁西中学校の2つの町立校のうちのいずれかの出身であり、このうち恭司は呉仁東中学校の出身者である。制服は男女共にベージュ基調のブレザー及び緑のチェック柄のズボンもしくはスカート。多くのルートでユカの世界に一時的に飲み込まれ、生徒や教員がゴアやユカたちの操り人形にされている。また希依佳ルートでは炎上、闇子ルートでは由規の車で校門に突入されて破壊される、ユカルートでは生徒複数名が犠牲になり、押しかけたマスコミへの対応と女子生徒多数の欠席により、臨時休校を余儀なくされるなど大きな被害を被っている。
洋館（音無邸）
ユカとゴア、及び桃音が住む二階建ての洋館で、二使守神社の奥にひっそりと立っている。壁一面が蔦に覆われており、かなり古いため一見廃屋にしか見えないが、中には家具などが揃っている。ユカが語った内容によれば元々海外から移築された屋敷らしい。あかね、葵ルートではダイナマイトで爆破され、希依佳ルートではシャンデリアの落下により炎上する。
古井戸
洋館の近くにある煉瓦造りの古井戸。本作で重要な役割を持つ。すでに枯渇しているため、釣瓶や滑車などは撤去されている。地下には人工の横穴があり、その先には戦後の混乱期に新興宗教団体が発見した祭壇が置かれた石室がある。さらにその先は防空壕に繋がっている。
二使守神社
二使守山（にしもりやま）の山の麓に立つ神社。鳥居と長い石段の上に本殿が立つ境内があり、本殿裏手には祠がある。恭司とあかねにとってはトラウマが残る忌まわしい場所。ユカたちが住む洋館はもともと神社の私有地内の一部だった。
ブラックシープ
町にあるヘヴィメタ喫茶。主人公やヒロインらが何度か利用している。店主の趣味でBGMや店員の服装などはヘヴィメタで統一されており、店のメニューもヘヴィメタの名曲やバンドに因んだ物になっている。茜ルートでは主人公のバイト先としても登場する。
光の御柱伝説
鎌倉時代ごろに二使守山で起こったとされる事件。大地震の後に洞窟が発見され、中には祭壇があったため、神聖な場所として祀られていたが、その洞窟に入った者がそのまま行方不明になる事件が相次いだため、急遽洞窟を閉ざした所、ある日の梅雨に突如光の柱が出現したとされている。
人食い鬼伝説
光の御柱伝説と同時に発生した食人事件。当時二使守山近辺にあった村で発生した。ある女が野良仕事からの帰り道に札付きの悪人として知られていた男を見かけたが、男は気が狂っており、足元に無数の食い散らかされた遺体が発見された。その男は死ぬ間際に、洞窟はあの世への入り口だと言い残した。
自分たちが祀っていたのは人食い鬼だったと知った村人たちは鬼を鎮めるため鬼を神として祀り、生贄を捧げるなどしたものの効果がなく、送り込まれた強者もことごとく返り討ちに遭い、村にバラバラ死体が放置された結果村は地獄絵図と化したが、最後は旅の修験者の神通力によって鬼は封じられた。
呉仁町連続女性失踪事件
恭司が帰郷する二週間前から相次いでいる事件。作中で判明している事件の経過は以下の通り。
1：第一の事件発生。被害者は呉仁町在住の女子小学生。友人と夕刻まで遊び、帰宅中友人と分かれた直後悲鳴だけを残し失踪。慎太が恭司に語った話によれば被害者は慎太の妹の友人の友人で、事件直前までは何も異常は無かった。なお、闇子ルートの闇子の事件に関する解説によれば、目撃した友人の少女は「友達が空気に食べられちゃった」と不可解な証言をしたが、信じてもらえなかった。
2：第二の事件発生。希依佳によれば被害者は隣町から遊びに来ていた女子高生。
3：前述の二つの事件が新聞で報道される（慎太談）。身代金などの要求無し。なお被害者は私物を残したままだった。
4：第三の事件発生。被害者は呉仁町在住のOL。恭司の隣のクラスの斎藤という名の生徒の姉だった。生徒の親族が被害に逢ったことを受け、坂城学園は緊急の職員会議を行い、部活動自粛・放課後の不用不急の外出禁止・家が近所の生徒同士の集団下校などの処置を取る。
5：第四の事件発生。被害者は坂城学園の女子生徒。当日朝の家族とのトラブルが理由で外出禁止令を破り、下校時にファストフード店で深夜まで過ごし、帰宅中に町内の住宅街で失踪。
6：一連の事件がテレビ報道され、町にはマスコミが押しかける（ルートによってはこの後も犠牲者が出ている。またユカルートでは最初の二人の被害者以外に明確な描写は無く、第三、四の事件及びその後の事件は起こっているのか定かではない）。
一連の事件はいずれも被害者は発見されず、地元の高齢者は神隠しではないかと噂が広まった。その後も遺留品も犯人も発見には至らず、その後未解決事件となった模様。
一連の事件は実はゴアの犯行（ただし二人目の被害者は描写が無いため実際に彼の犯行かは不明）。被害者はいずれもゴアに捕食されている。なおゴアと共にいるユカが一連の犯行に関わっているかは不明。

## 関連商品
ゴア・スクリーミング・ショウ 〜コンプリートサウンドアーカイブ〜
初回特典の2枚組の音楽CD。本編で使用された楽曲を収録している。
夏の孤島の闇の声
店舗予約特典のCD。ヒロイン3人が遭難し、『闇の声』の舞台である孤島の洋館に辿り着くというオリジナルストーリーが展開される。
このCDは2008年3月28日に『闇の声ZERO』と同時発売した『闇の声 永久堕落BOX』にも同梱された。
オフィシャル通販限定版
オフィシャル通販限定版には「ごあぼん」という原画や漫画などが収録された本が付属していた。また特別製のパッケージは書き下ろしのユカの裸体が描かれている。
魔法少女マジカル☆ミキちゃん
2008年3月28日に発売した『闇の声ZERO』のソフマップの購入特典。ユカとゴアが友情出演している。なおこの特典には音声は収録されていない。
BugBug
アダルトゲーム誌『BugBug』の2006年4月号 (vol.140) に書き下ろしのカラー漫画4ページが掲載された。

## スタッフ
- 企画・原作・キャラクターデザイン・原画 - 上田メタヲ
- シナリオ - 草壁祭
- 音楽 - おとのかぜ、電気式華憐音楽集団

## 主題歌
OPテーマ「Distorted Pain」
歌 - 華憐 / 作詞・作曲・電気
EDテーマ「時果つる夢」
歌・作詞 - 華憐 / 作曲 - 電気

## ラインナップ
| エディション                 | 発売日         | メディア、対応機種                  |
| ---------------------------- | -------------- | ----------------------------------- |
| －                           | 2006年1月20日  | CD-ROM, Windows 98SE, Me, 2000, XP  |
| DVD-PG                       | 2007年5月24日  | DVD-PG                              |
| フルメタルBOX                | 2008年11月28日 | DVD-ROM, Windows 98SE, Me, 2000, XP |
| Vista対応版                  | 2009年8月28日  | DVD-ROM, Windows 2000, XP, Vista    |
| フルメタルBOX Windows7対応版 | 2010年9月30日  | DVD-ROM, Windows XP, Vista, 7       |
| Windows7対応版               | 2011年4月15日  | DVD-ROM, Windows XP, Vista, 7       |
| Gyutto.comダウンロード版     | 2011年2月18日  | Windows XP, Vista, 7                |
| UMD-PG                       | 2012年1月27日  | UMD-PG                              |
| BEST PRICE Series            | 2013年2月22日  | DVD-ROM, Windows XP, Vista, 7       |
| Windows 8.1対応版            | 2014年9月12日  | Windows Vista 7,8,8.1               |

## 評価
電ファミニコゲーマーの編集部は2016年のホラー特集の中で本作を取り上げ、「“ゴア”と冠するだけあって、残酷描写がじつに衝撃的だ。[中略] ヒロインを襲うスナッフ表現には、怖気づいて思わず身震いしてしまう。」と述べつつも、スプラッター映画好きにはたまらないだろうとした。
また、穏やかな前半の展開と、狂気的な後半の展開の対比や、泣きゲーの要素についても評価した。
多根清史は共著『超エロゲー ハードコア』の中で本作のシナリオの完成度の高さを評価しており、サスペンスホラーではあるものの、ゴアの悪ふざけが明るく突き抜けたものであるため、血まみれであるにもかかわらず爽快感があり、主人公とヒロインがぎこちなく愛を交わすハッピールートよりもバッドエンドを楽しめたと述べている。多根は主人公が手出しできない異界の住人であるという立場を利用して、プレイヤーの良心を苦しめることなく寝取られを演出するゴアはエンターテイナーかもしれないと述べている。
多根は、特にユカルートの内容がグッド・バッド問わず泣けるとし、ゴアとユカが姿を消すグッドエンドでは二人の神秘性は薄れるものの、後味がさわやかだったと語っている。バッドエンディングにおいても、逃避行の果てに新たなゴアとなった恭司がユカと愛し合う場面は全くバッドに見えなかったと述べている。
また、多根はゴアのキャラクター性についても評価しており、独特のしゃべり方や、前述のバッドエンディングにおけるゴアの穏やかさがかっこよかったと述べている。
その一方で、多根はゴアフィルターの使い勝手の悪さを指摘しており、フィルターを入れるのを忘れてHシーンから猟奇的な場面にスムーズへ切り替わってしまうと述べている。
萌えゲーアワード2012ではコンシューマー作品では表現できない残酷描写が評価され、本作のUMD-PG版がPG賞（金賞）の受賞を果たした。

## リニューアル版（仮）
2025年2月14日、公式Xアカウントよりリニューアル版（仮）の制作開始とクラウドファンディングの実施が告知された。